# Gymnostomum hymenostomoides
Gymnostomum hymenostomoides là một loài rêu trong họ Pottiaceae. Loài này được Poech mô tả khoa học đầu tiên năm 1851.
Danh pháp khoa học của loài này chưa được làm sáng tỏ. 